# Halka Třešňáková
Halka Třešňáková (* 24. února 1972 Praha) je česká herečka a choreografka, významná osobnost české alternativní divadelní a filmové scény.

## Osobní život
Narodila se do umělecké rodiny. Jejím otcem je hudebník a malíř Vlasta Třešňák a matkou výtvarnice Marcela Třebická, babičkou herečka Jiřina Třebická a dědečkem režisér Karel Třebický. Vyrostla v Praze mezi chartisty. Rok po otcově vynucené emigraci do Švédska emigrovala v roce 1983 tehdy 11letá Halka se svými bratry, matkou, babičkou a matčiným novým partnerem, pozdějším rabínem Karolem Sidonem, do Německa. I vzhledem k jazykové bariéře se už v té době zajímala o fyzické divadlo.
Začala chodit se svojí láskou z dětství, Danielem Blattným. Ve svých 17 letech s ním otěhotněla a 22. dubna 1990 porodila syna Alana. Alan Blattný nosí příjmení po svém otci.
Zpět do Československa se natrvalo vrátila po osmi letech, roku 1991.
Jejím dalším partnerem byl Jan Macháček a později Tomáš Jeřábek, za kterého se v roce 2015 provdala. Dne 23. srpna 2018 se jim narodil syn, pro Jeřábka to je první potomek.

## Umělecká dráha
Vystudovala Realschule v Heidelbergu a pak katedru nonverbálního divadla a komedie HAMU. Začala vystupovat v divadle Alfred ve dvoře, v Roxy/NoD či MeetFactory. Spoluvytvořila skupinu Seconhand Women. Na Nové scéně Národního divadla v Praze účinkovala v inscenacích Poslední oheň a Třináctá Mariina láska. Vystupuje také s Divadlem VOSTO5 v inscenacích Zahrádkáři a Dechovka. S řadou divadelních souborů spolupracuje jako pohybová poradkyně a choreografka.
Od konce první dekády 21. století se objevuje ve filmech, a to jak dokumentárních – Efekt přihlížejícího (2008) a Jan Hus - mše za tři mrtvé muže (2009) – tak i hraných. V roce 2009 účinkovala v komediálním dramatu Jitky Rudolfové Zoufalci, v roce 2012 v kriminálním thrilleru Davida Ondříčka Ve stínu a v roce 2016 ve filmové debutu Jiřího Sádka Polednice.
Účinkovala v prvním dílu kriminálního seriálu České televize Clona (2014) a stabilně ztvárňuje roli lobbistovy asistentky Lenky v politicko-satirickém webovém seriálu Kancelář Blaník.